# Adam Martin Wyant

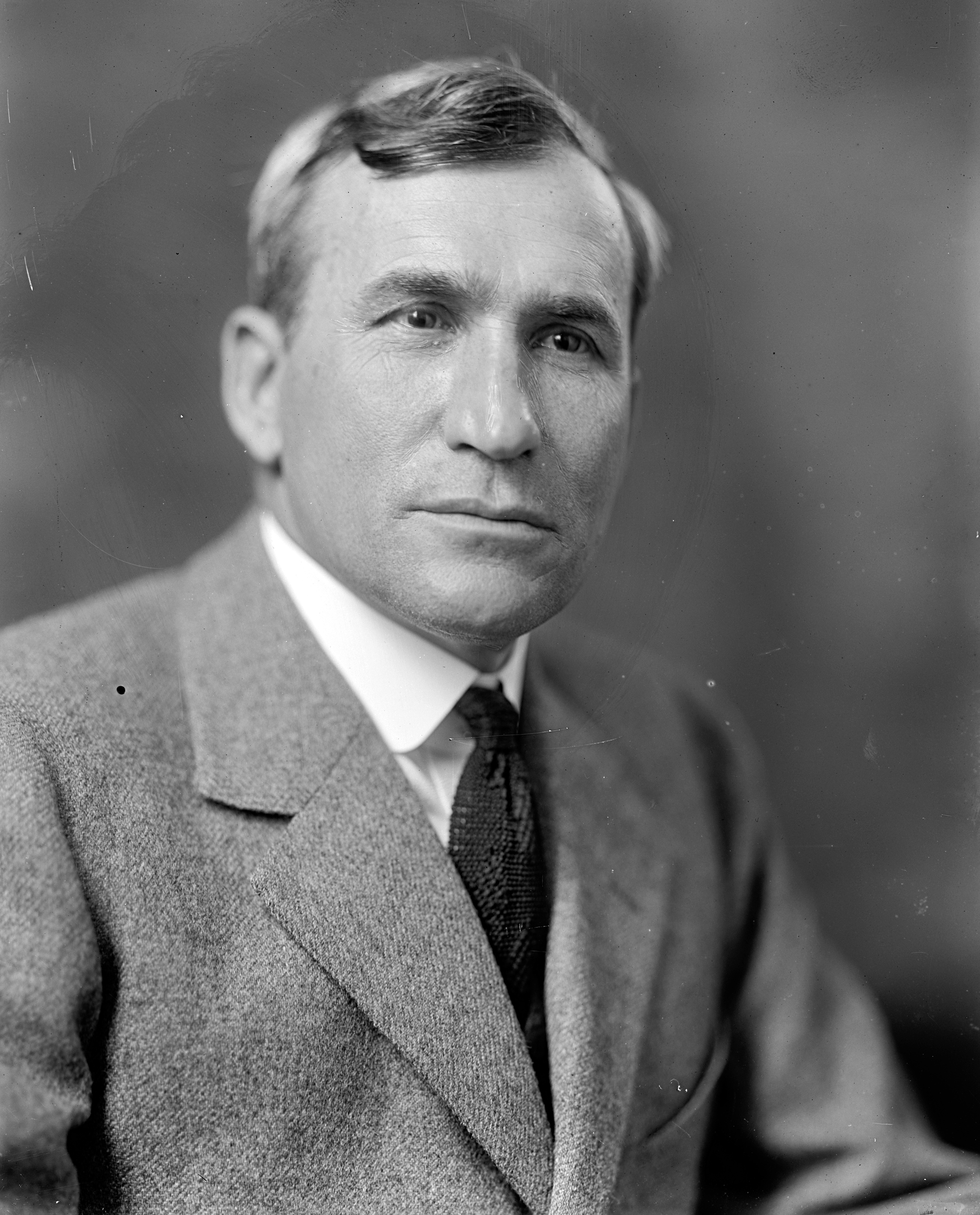
Adam Martin Wyant

Adam Martin Wyant (* 15. September 1869 bei Kittanning, Pennsylvania; † 5. Januar 1935 in Greensburg; Pennsylvania) war ein US-amerikanischer Politiker. Zwischen 1921 und 1933 vertrat er den Bundesstaat Pennsylvania im US-Repräsentantenhaus.

## Leben
Adam Wyant besuchte die öffentlichen Schulen seiner Heimat, das Mount Pleasant Institute und danach die Bucknell University in Lewisburg. Danach studierte er bis 1895 an der University of Chicago. Seit 1896 lebte er in Greensburg. Während seiner Ausbildungszeit spielte er erfolgreich Football. Mitte der 1890er Jahre wurde er professioneller Footballspieler. Im Sommer 1897 beendete er dann seine recht erfolgreiche sportliche Laufbahn bei der Greensburg Athletic Association. Nach einem anschließenden Jurastudium und seiner 1902 erfolgten Zulassung als Rechtsanwalt begann er in Greensburg in diesem Beruf zu arbeiten. Außerdem war er im Kohlegeschäft und verschiedenen anderen Branchen tätig. Politisch schloss er sich der Republikanischen Partei an.
Bei den Kongresswahlen des Jahres 1920 wurde Wyant im 22. Wahlbezirk von Pennsylvania in das US-Repräsentantenhaus in Washington, D.C. gewählt, wo er am 4. März 1921 die Nachfolge des Demokraten John Haden Wilson antrat. Nach fünf Wiederwahlen im 31. Distrikt seines Staates konnte er bis zum 3. März 1933 sechs Legislaturperioden im Kongress absolvieren. Diese waren seit 1929 von den Ereignissen der Weltwirtschaftskrise geprägt. Wyatt war der erste ehemalige Footballprofi, der in den Kongress gewählt wurde.
Im Jahr 1932 wurde Adam Wyant nicht erneut bestätigt. Nach dem Ende seiner Zeit im US-Repräsentantenhaus nahm er seine früheren Tätigkeiten wieder auf. Er starb am 5. Januar 1935 in Greensburg, wo er auch beigesetzt wurde.